# Fernando Díaz Domínguez
Fernando Luis Domínguez (junio de 1932, en La Habana,Cuba)
Artista autodidacta.

## Exposiciones personales
- 1963, Galería La Rampa.La Habana, Cuba.
- 1964 /1967/1969, Galería UNEAC, La Habana, Cuba.
- 1965 Galerie Saint Germaine, París, Francia.
- 1971 Galería de Arte Contemporáneo, Madrid, España.
- 1981 Landi Fine Arts, Glencoe, Illinois, EE. UU.

## Exposiciones colectivas
- 1960 Segunda Bienal Interamericana de México, Palacio de Bellas Artes, México, D.F
- 1962/ 1964 Museo Nacional d e Bellas Artes, La Habana,Cuba
- 1965 IVème Biennale de París, Musée d’Art Moderne de la Ville de Paris, Francia.
- 1965 I Bienal Internacional de Pintura, Barcelona, España.
- 1975 Museo de Arte Moderno, San Sebastián, España.

## Premios
- 1969 Primer Premio de Experimento Impreso. Salón Nacional de Artes Plásticas, Centro de Arte Internacional, La Habana, Cuba
- 1971 Cintas Foundation Fellowship, Nueva York, EE. UU.

- Datos: Q5414127